# Bataille d'Orbaizeta
Guerre du Roussillon
Batailles
La bataille d'Orbaizeta oppose l'Armée des Pyrénées occidentales de France, commandée par Bon-Adrien Jeannot de Moncey, aux forces espagnoles, commandées par Pedro Téllez-Girón, 9e duc d'Osuna (en), du 15 au 17 octobre 1794, pendant la guerre du Roussillon. Cet engagement, qui fait partie des guerres de la Révolution française, a lieu dans une grande zone au nord-ouest et au nord-est de Pampelune, en Navarre, et se solde par une victoire française. Les défenseurs espagnols abandonnent le territoire au nord de Pampelune, et notamment plusieurs positions stratégiques.

## Contexte historique
Il n'y a pas de batailles importantes en 1793 dans les Pyrénées occidentales, mais il y a beaucoup d'action l'année suivante dans cette partie du monde. Le général de division Jacques Léonard Muller commande l'armée des Pyrénées occidentales, et de petits engagements surviennent à Hendaye le 5 février, dans le col d'Ispéguy le 3 juin et à Bera (Vera de Bidasoa) le 23 juin. À la fin de juillet, Muller chargea le général de division Moncey de trois divisions : la sienne et celles des généraux de division Henri Delaborde et Jean Henri Guy Nicolas de Frégeville. Avec ces forces, Moncey gagne le combat dans la vallée de Bastan et complète sa réussite en prenant Pasaia, Saint-Sébastien et Tolosa. Promu grâce à ses grands succès pour commander l'armée, Moncey prévoit d'assiéger la forteresse espagnole de Pampelune.

## La bataille
Le 15 octobre 1794, Moncey lance une offensive sur un large front avec 46 000 hommes. Les divisions françaises étaient commandées par Delaborde, Frégeville et les généraux de division Jean Mauco, Thomas Alexandre Dumas et Jean-Antoine Marbot. Les généraux de brigade Antoine Digonet, Pierre Rouché (Roucher), Louis Hyacinthe Le Feron, Pierre Bories de Castelpers et Jean Daniel Pinet commandent les brigades pendant l'opération,. Le duc d'Osuna dirige les no 13000 espagnols de Navarre. Ses commandants sont les généraux Manuel Cagigal, Antonio Filangieri, Frias et le marquis de la Canada Ibagniez.

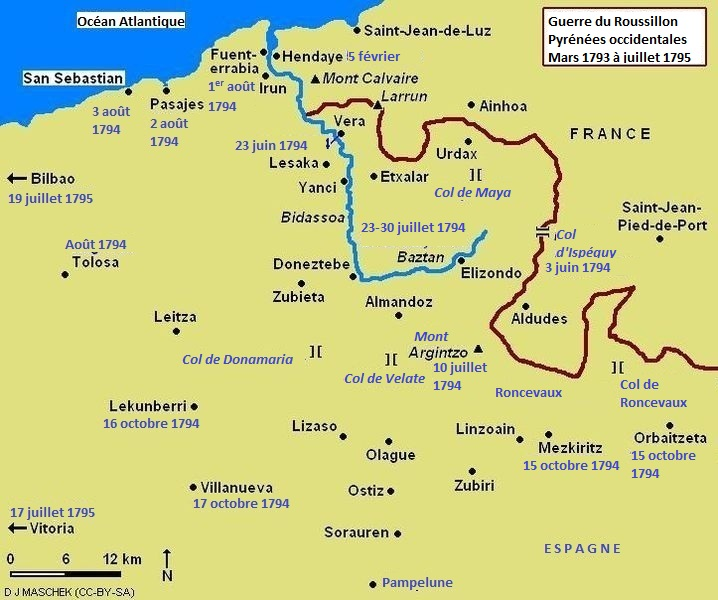
Guerre des Pyrénées, théâtre de l'Ouest

Moncey lance son offensive vers Pampelune, au sud, à partir de la vallée du Baztan et de la région du col de Roncevaux. À l'ouest, l'attaque de Lekunberri provient de Leitza. Au centre, les attaquants provenant de Doneztebe franchissent le col de Donamaria et ceux qui proviennent d'Elizondo franchissent Puerto de Belate (le col de Velate) à destination de Sorauren (en). À l'est, les Français quittent Roncevaux (Orreaga) en direction de la vallée de la rivière Urroti, au sud-est, et de la rivière Irati, au sud-ouest. Moncey, qui a « un penchant particulier pour les manœuvres d'encerclement » espère isoler des forces ennemies considérables.
Le 15 octobre, la division de Delaborde attaque Filangieri à Mezkiritz (Mezquiriz), à 8 kilomètres au sud-ouest de Roncevaux. Les Français déploient 11 bataillons d'infanterie et 2 de grenadiers, plus 640 dragons et hussards. Sur les 4 000 soldats espagnols engagés, 200 sont tués et 724, capturés ; tandis que les pertes françaises sont inconnues.
Les Français prennent Lekunberri le 16 octobre et Villanueva, à 9 kilomètres plus au sud, le lendemain. Les deux villages se trouvent à l'extrémité ouest de la ligne d'attaque. À l'autre extrémité, Orbaizeta tombe avec sa fonderie d'armes, qui se trouve à 4 kilomètres au nord du village. Les Français capturent le magasin de mâts de la marine espagnole sur l'Irati et une seconde fonderie, à Egui. L'offensive arrête au seuil de Pampelune, car les représentants en mission n'ont pas autorisé une nouvelle avance des troupes. Le gros des défenseurs évite l'encerclement. Une autorité blâme Delaborde de ne pas avoir isolé les Espagnols. Les pertes espagnoles s'élèvent à environ 4 000 soldats tués, blessés ou manquants. Les Français ont aussi saisi 50 pièces d'artillerie. Le nombre de victimes françaises est inconnu.

## Suites et conséquences
Les Français ont infligé des dommages à l'armée espagnole et se sont approchés de la forteresse de Pampelune. Ce qui est encore pis pour les Espagnols, c'est la perte de deux fonderies d'armes et du magasin de mâts de la marine. En novembre 1794, ils connaissent la défaite à la bataille de la Sierra Negra, dans les Pyrénées orientales. Une éclosion mortelle de maladies paralyse les opérations françaises dans les Pyrénées occidentales pendant l'hiver 1794–1795. En juin 1795, Moncey lance une avance victorieuse vers l'ouest et s'empare de Vitoria-Gasteiz et de Bilbao. Le traité de Bâle conclu le 22 juillet 1795 met fin à la guerre. Quand les nouvelles de paix atteignent le front en août, Moncey a traversé l'Èbre, tandis que les autres forces se préparent à investir Pampelune.